# Maritsa

Bản đồ sông

Maritsa, Meriç hoặc Evros (tiếng Bulgaria: Марица, Marica; tiếng Hy Lạp cổ: Ἕβρος, Hébros; tiếng Hy Lạp: Έβρος, Évros; tiếng Latinh: Hebrus; La Mã Thracian: Evgos hoặc Ebros; tiếng Thổ Nhĩ Kỳ: Meriç), với chiều dài 480 km (300 mi) (trong đó có 309 km hay 192 mi ở Bulgaria) , là con sông dài nhất chỉ chạy trong nội địa Balkan và là một trong những con sông lớn nhất về khối lượng xả thải. Diện tích thoát nước của nó là khoảng 53.000 km2 (20.000 dặm vuông Anh), trong đó 66,2% ở Bulgaria, 27,5% ở Thổ Nhĩ Kỳ và 6,3% ở Hy Lạp. Đây là con sông chính của khu vực lịch sử Thrace, phần lớn nằm trong lưu vực thoát nước của nó.
Nó có nguồn gốc từ dãy núi Rila ở phía Tây Bulgaria, chảy về phía đông nam giữa dãy núi Balkan và Rhodope, qua Plovdiv và Parvomay (nơi Mechka và Kayaliyka chảy vào) đến Edirne, Thổ Nhĩ Kỳ. Phía đông Svilengrad, Bulgaria, dòng sông chảy về phía đông, tạo thành biên giới giữa Bulgaria (ở bờ bắc) và Hy Lạp (ở bờ nam), rồi giữa Thổ Nhĩ Kỳ và Hy Lạp. Tại Edirne, dòng sông chảy qua lãnh thổ Thổ Nhĩ Kỳ ở cả hai bờ, sau đó rẽ về phía nam và tạo thành biên giới giữa Hy Lạp ở bờ tây và Thổ Nhĩ Kỳ ở bờ đông đến Biển Aegean. Thổ Nhĩ Kỳ được trao một khu vực nhỏ ở bờ phía tây đối diện thành phố Edirne. Con sông chảy vào biển Aegean gần Enez, nơi nó tạo thành một đồng bằng sông. Tundzha là phụ lưu chính của nó; Arda là một phụ lưu khác. Dòng phía dưới của Maritsa / Evros tạo thành một phần của biên giới Bulgaria - Hy Lạp và hầu hết biên giới Hy Lạp Thổ Nhĩ Kỳ. Thung lũng Maritsa phía trên là tuyến đường đông-tây chính ở Bulgaria. Dòng sông không thể sử dụng để chuyên chở được, được dùng để sản xuất điện và tưới tiêu.
Những nơi mà dòng sông chảy qua bao gồm Pazardzhik, Plovdiv, (bên cạnh) parvomay, Dimitrovgrad và svilengrad ở Bulgaria, Edirne ở Thổ Nhĩ Kỳ và Kastanies, Pythio, Didymoticho và Lavara ở Hy Lạp. Có một số cây cầu bắc qua sông, bao gồm một cây cầu tại Svilengrad, một cây phía tây của Edirne ở Thổ Nhĩ Kỳ và GR-2 với D110 / E90 ở xa hơn về phía nam và bắc qua biên giới.

## Di trú
Sông Maritsa / Evros đã trở thành một tuyến đường cho những người di cư bất hợp pháp vào EU. Nhiều người, từ châu Á và châu Phi đã sử dụng tuyến Maritsa sau khi các thỏa thuận đôi khi dường như tạm thời chặn các tuyến khác, ví dụ như qua biển Địa Trung Hải đến Ý và Tây Ban Nha. Một hàng rào biên giới đã được dựng lên ở phía Hy Lạp vào năm 2012, điều này đã ngăn cản nhiều người vào Hy Lạp.